# .bzh
El .bzh és un domini de primer nivell genèric d'Internet per al bretó i la seva cultura. El 2013 ICANN va acceptar la seva petició formalment i a principis del 2014 es va aprovar el nou domini.
Aquests dominis sorgeixen de la impossibilitat de tenir un domini de primer nivell territorial (de dues lletres) per no pertànyer a un estat reconegut.